# Nationalbibliothek Tadschikistans
Die Nationalbibliothek Tadschikistans (tadschikisch Китобхонаи миллии Тоҷикистон) befindet sich in Duschanbe, der Hauptstadt des zentralasiatischen Staates. Die 2012 eröffnete Bibliothek ist die größte ihrer Art in Zentralasien.

## Gebäude
Vor dem Gebäude befinden sich mehrere Springbrunnen und Büsten berühmter Helden der regionalen Geschichte, die Eingangshalle ist mit großen Säulen geschmückt. Die Form des Gebäudes soll ein geöffnetes Buch darstellen. Die Nationalbibliothek hat auf neun Etagen eine Gesamtfläche von 45.000 Quadratmeter, auf denen Platz für 10 Millionen Bücher ist. Diese Zahl von Büchern ist trotz eines Aufrufes an die Bevölkerung, Bücher zu spenden, bei weitem nicht ausgereizt, sodass ein Großteil der Regale leer bleibt. Ein weiteres Problem der Bibliothek ist die unzuverlässige Stromversorgung.

## Ausstattung
Die Bibliothek verfügt über 25 Leseräume, 3 Ausstellungsräume und 9 Konferenzsäle mit je 1100 Plätzen. Zudem verfügt das Gebäude über eine moderne Klimaanlage. Die Bibliothek verfügt über einen elektronischen Katalog, der den Zugriff auf das Material der Bibliothek erleichtern soll.